# Niall Culanach mac Domnaill Óig
Niall Culanach mac Domnaill Óig   (mort en 1291)  est  roi de Tir Éogain de 1261 à 1263 et de 1286 à 1290.

## Origine
Niall Culanach ou Culanagh mac Domnaill Óig est le fils de Domnall Óg mac Aeda Meith Ua Néill et le frère cadet de Aed Buide mac Domnaill Óig.

## Règnes
En 1261, Aed Buide est banni par le gens du Cenél nEógain et son frère Niall Culanach est élu roi à sa place. La même année, le nouveau roi est vaincu par Domnall Óc mac Domnaill Ó Domhnaill, roi de Tir Conaill et plusieurs chefs du Cenel nEóghain dont Mac Cawell sont capturés ou tués . En 1263, Aed Buid tue Doonsleibe Mac Cathmail le chef du Cenel Feradhaigh et il est rétabli comme roi ; Naill Culanach est expulsé
En 1286, Richard de Bourg, comte d'Ulster, envahit le royaume de Connacht il détruit et brûle des monastères et de églises et prend des otages. Avec ses nouveaux vassaux du Connacht il attaque ensuite le Tir Eoghain, dépose Domnall mac Brian Ó Néill et le remplace par Niall Culanagh. En 1290 Domnall réussit à expulser Niall du Cenél nEógain  ce dernier est tué l'année suivante mais c'est son neveu Brian mac Aeda Buide qui devient roi de TirÉogain.